# Marco Hutter

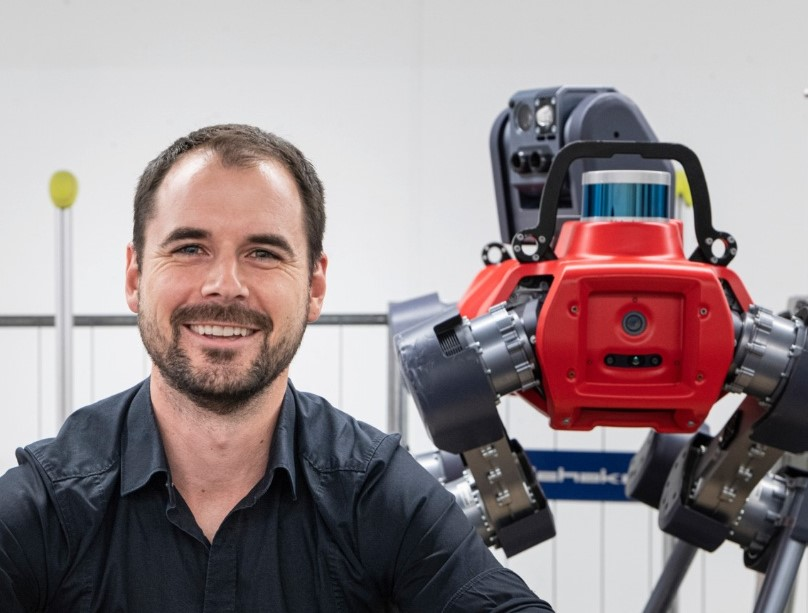
Marco Hutter mit Laufroboter (2021)

Marco Hutter (* 10. August 1985 in Kriessern; Heimatort Oberriet) ist ein Schweizer Maschineningenieur und Hochschullehrer. Er ist Entwickler mobiler Roboter.

## Leben
Hutter wuchs im St. Galler-Rheintal auf. Er besuchte die Kantonsschule Heerbrugg. Anschliessend absolvierte er ein Studium des Maschinenbaus an der ETH Zürich. Aufgrund seiner Leistungen im Bachelor-Studium wurde er daraufhin mit einem Exzellenz-Stipendium der ETH-Foundation gefördert. Seine Master-Arbeit schrieb Hutter im Bereich Modellierung und Laufrobotik bei Roland Siegwart, Professor für Autonome Systeme der ETH Zürich. Einen Studienaufenthalt verbrachte er 2009 an der Stanford University. Mit der anschliessenden Doktorarbeit unter dem Titel StarlETH & Co wurde er 2013 bei Roland Siegwart promoviert.
Die ETH Zürich ernannte ihn im Oktober 2015 zum Assistenzprofessor. Er ist seit Oktober 2019 ausserordentlicher Professor am Departement Maschinenbau und Verfahrenstechnik und stellvertretender Leiter des Instituts für Robotik und Intelligente Systeme. Hutter hat nicht nur durch den Einsatz von künstlicher Intelligenz Robotiklösungen verbessert, sondern hat sich für die Realisierung von Robotern in der Praxis eingesetzt. Er ist bis 2024 bei der Gründung von acht ETH-Spin-off-Jungfirmen beteiligt gewesen. Für das Spin-off ANYbotics, welches autonome, vierbeinige Roboter konstruiert und mittlerweile über 50 Mitarbeitende beschäftigt, wurde er mit einer Pioneer-Fellowship gefördert.

## Auszeichnungen
- 2024 Rössler-Preis[10]
- 2012 Hans-Eggenberger-Preis
- 2009 Willy-Studer-Auszeichnung für beste Masterarbeit im Maschinenbau

## Weitere Tätigkeiten
- seit 2024 Senior Director Research, The AI Institute, Cambridge (Massachusetts), USA[11]
- Leiter Robotics and AI Institute, Zürich[12]
- seit 2016 Mitgründer und Verwaltungsrat bei ANYbotics, Zürich[13]
- seit 2019 Mitgründer und Verwaltungsrat bei Gravis Robotics AG, Zürich[14]

## Veröffentlichungen
- 320 Veröffentlichungen als Autor oder Co-Autor[15]
- Mobile robots for complex environments. Einführungsvorlesung. Videoportal der ETH Zürich, 24. Mai 2016.